# ウエスカ県
ウエスカ県（ウエスカけん、スペイン語: Provincia de Huesca、アラゴン語: Probinzia de Uesca）は、スペイン・アラゴン州の県。県都はウエスカ。

## 地理

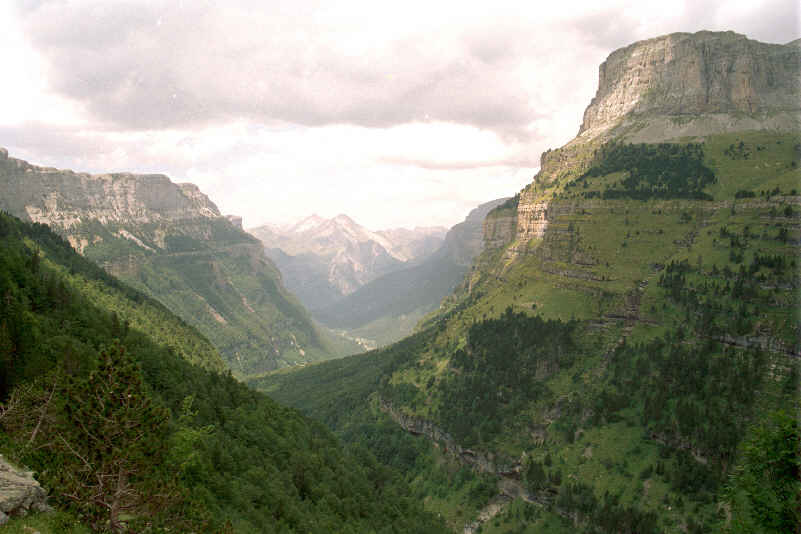
オルデサ谷

東はリェイダ県、南はサラゴサ県、西はナバーラ州に接している。北はピレネー山脈を国境としてフランスに接している。
アラゴン王国発祥の地であり、ピレネー山脈の谷ではアラゴン語が話されている（アラゴン川の谷、ソブラルベ、リバゴルサの西部）。東部にはカタルーニャ語が話される地域がある（リバゴルサの東部、ラ・リテーラ、バッホ・シンカの東部）。
ピレネー山脈でもっとも高いアネート山はウエスカ県内にある。また、オルデサ・イ・モンテ・ペルディード国立公園がある。ペルディード山はユネスコの世界遺産に登録されている。サンティアゴ・デ・コンポステーラの巡礼路の一部である「アラゴンの道」が県内を通っている。

### 人口
| ウエスカ県の人口推移 1900－2010                         |
|                                                         |
| 出典:INE（スペイン国立統計局）1900年 - 1991年、1996年 - |

## 歴史
1833年スペイン地方行政区分再編ではスペイン全土に49の県が設置された。この際にウエスカ県も設置され、県都はウエスカに定められた。この際にウエスカ県など3県は「歴史的地域」のアラゴン地域にまとめられたが、「歴史的地域」に権限や行政機関は存在しなかった。
1939年から1975年のフランコ独裁体制化を経て、スペインの民主化移行期の1970年代末から1980年代初頭にはスペイン全土に17の自治州が設置された。1982年8月16日にはウエスカ県など5県からなるアラゴン州が発足した。

## 行政区画

### 主な自治体
ウエスカ県には202のムニシピオ（基礎自治体）があり、10の郡に分けられる。
| 順位 | 基礎自治体               | 人口 （2011年） | 郡                             |
| ---- | ------------------------ | --------------- | ------------------------------ |
| 1    | ウエスカ                 | 52,443          | オジャ・デ・ウエスカ           |
| 2    | モンソン                 | 17,215          | シンカ・メディオ               |
| 3    | バルバストロ             | 17,085          | ソモンターノ・デ・バルバストロ |
| 4    | フラガ                   | 14,426          | バッホ・シンカ                 |
| 5    | ハカ                     | 13,299          | ハセタニア                     |
| 6    | サビニャニゴ             | 10,345          | アルト・ガジェゴ               |
| 7    | ビネファル               | 9,482           | ラ・リテーラ                   |
| 8    | サリニェーナ             | 4,402           | モネグロス                     |
| 9    | タマリーテ・デ・リテーラ | 3,711           | ラ・リテーラ                   |
| 10   | グラウス                 | 3,697           | リバゴルサ                     |

### 司法管轄区

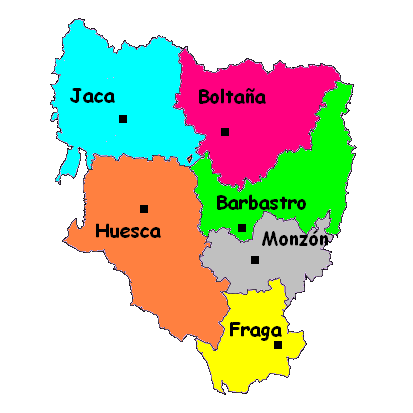
ウエスカ県の司法管轄区

県内は6司法管轄区に分けられる。太字は中心自治体。
1. バルバストロ司法管轄区[5] - アビエーゴ、アダウエスカ、アルケサル、アレン、アサーラ、アスロール、バルバストロ、バルブニャーレス、ベナバーレ、ビエルヘ、ボナンサ、カページャ、カスティガレウ、カスティジャスエーロ、コルンゴ、エル・グラード、グラウス、オス・イ・コステアン、イサベナ、ラスセージャス＝ポンサーノ、ラスクアーレ、ラスパウレス、モネスマ・イ・カヒガール、モンタヌイ、ナバル、オルベーナ、ペラルティージャ、ペラルーア、ポサン・デ・ベーロ、ラ・プエブラ・デ・カストロ、プエンテ・デ・モンタニャーナ、サラス・アルタス、サラス・バッハス、サンタ・マリーア・デ・ドゥルシス、サンタリエストラ・イ・サン・キーレス、セカスティージャ、ソペイラ、トルバ、トーレ・ラ・リベーラ、ベラクルス、ビアカンプ・イ・リテーラ
2. ボルターニャ司法管轄区[6] - アビサンダ、アインサ＝ソブラルベ、バルカボ、ベナスケ、ビエルサ、ビサウーリ、ボルターニャ、ブロート、カンポ、カステホン・デ・ソス、チーア、ファンロ、フィスカル、フォルダーダ・デル・トスカール、ラ・フエーバ、ヒスタイン、ラブエルダ、ラスプーニャ、パロ、プラン、プエルトラス、エル・プエージョ・デ・アラグアース、サウン、サン・フアン・デ・プラン、セイラ、セスエー、テージャ＝シン、トルラ、バジェ・デ・バルダヒー、バジェ・デ・リエルプ、ビジャノーバ
3. フラガ司法管轄区[7] - アルバラーテ・デ・シンカ、アルコレア・デ・シンカ、バジョバール、ベルベール・デ・シンカ、カンダスノス、チャラメーラ、エスプルス、フラガ、オンティニェーナ、オスソ・デ・シンカ、ペニャルバ、トレンテ・デ・シンカ、バルファルタ、ベリージャ・デ・シンカ、ベンシジョン、サイディン
4. ウエスカ司法管轄区[8] - アルバラティージョ、アルベーロ・アルト、アルベーロ・バッホ、アルベルエーラ・デ・トゥーボ、アルカラ・デ・グレア、アルカラ・デル・オビスポ、アルクビエーレ、アレーレ、アルムデバル、アルムニエンテ、アングエス、アンティジョン、アルガビエーソ、アルギス、アジェルベ、バナスタス、バルブエス、ビスカルエス、ブレクア・イ・トーレス、カプデサソ、カスバス・デ・ウエスカ、カステホン・デ・モネグロス、カステルフロリーテ、チミージャス、グラニェン、グレア・デ・ガジェゴ、ウエルト、ウエスカ、イビエーカ、イグリエス、ラルエーサ、ラナーハ、ロアーレ、ロポルサーノ、ロスコラーレス、ルピニェン＝オルティージャ、モンフロリーテ＝ラスカサス、ノバーレス、ヌエーノ、ペラルタ・デ・アルコフェア、ペルトゥーサ、ピラセス、ポレニーノ、キセーナ、ロブレス、サリージャス、サンガレン、サリニェーナ、セナ、セネス・デ・アルクビエーレ、セサ、シエタモ、ラ・ソトネーラ、タルディエンタ、ティエルス、トラルバ・デ・アラゴン、トーレス・デ・アルカナドレ、トーレス・デ・バルブエス、トラマセッド、ビシエン、ビジャヌエバ・デ・シヘーナ
5. ハカ司法管轄区[9] - アグエーロ、アイサ、アンソー、アラグエス・デル・プエルト、バイロ、ビエスカス、ボラウ、カルデアレーナス、カナル・デ・ベルドゥン、カンフラン、カスティエージョ・デ・ハカ、ファゴ、オス・デ・ハカ、ハカ、ハサ、パンティコーサ、ラス・ペーニャス・デ・リグロス、プエンテ・ラ・レイナ・デ・ハカ、サビニャニゴ、サジェント・デ・ガジェゴ、サンタ・シリア、サンタ・クルス・デ・セロス、バジェ・デ・エーチョ、ビジャヌーア、ジェブラ・デ・バサ、ジェセロ
6. モンソン司法管轄区[10] - アルベルダ、アルカンペル、アルファンテガ、アルムニア・デ・サン・フアン、アルトリコン、アサヌイ＝アリンス、バエールス、バルデジョウ、ベルベガル、ビナセッド、ビネファル、カンポレルス、カステホン・デル・プエンテ、カスティジョンロイ、エスターダ、エスタディージャ、エストピニャン・デル・カスティージョ、フォンス、イルチェ、ラルエンガ、ラペルディゲーラ、モンソン、ペラルタ・デ・カラサンス、プエージョ・デ・サンタ・クルス、サン・エステバン・デ・リテーラ、サン・ミゲル・デル・シンカ、タマリーテ・デ・リテーラ